# Herman Boone

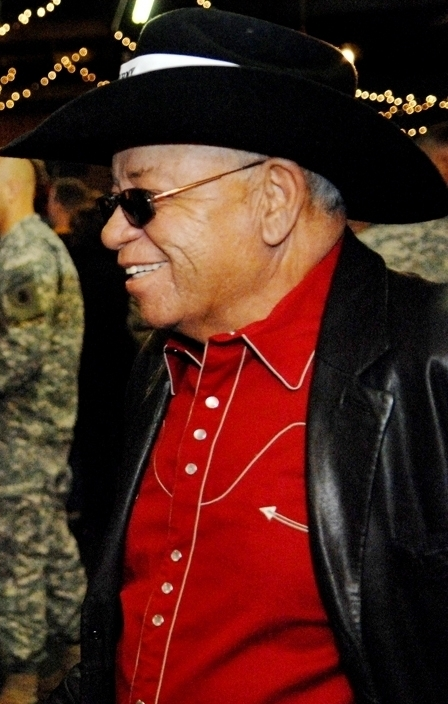
Herman Boone

Herman Boone (* 28. Oktober 1935 in Rocky Mount, North Carolina; † 18. Dezember 2019) war ein US-amerikanischer American-Football-Spieler und -Trainer an der T. C. Williams High School.

## Leben
Herman Boone war der Sohn eines afroamerikanischen Farmers und einer Cherokee-Indianerin. 1954 studierte er an der North Carolina Central University (NCCU) und trainierte später erfolgreich Highschool American-Football-Mannschaften in Virginia und North Carolina. Aus finanziellen Gründen wurden 1971 zwei Highschools in Alexandria zusammengelegt. Mit der Aufhebung der Rassentrennung an der neu gegründeten T.C. Williams Highschool wurden auch die Footballmannschaften fusioniert. Herman Boone wurde aus politischen Gründen das Amt des Headcoaches übertragen, was zu Spannungen mit dem weißen Trainer Bill Yoast (1924–2019) führte, der hinter Boone zurückstehen musste. Auch die Sportler verweigerten anfangs jegliche Zusammenarbeit. Ohne Rücksicht auf Hautfarbe und mit eiserner Disziplin führte Boone sein Team dennoch zum Erfolg und wurde landesweit zu einer Vorbildfigur. Der Vorfall und die Integration der Footballmannschaft waren das Thema des US-amerikanischen Films Gegen jede Regel mit Denzel Washington.
Herman Boone lebte mit seiner Frau Carol in Alexandria, aus der Ehe gingen drei Töchter, Sharron, Donna und Monica, hervor. Mit Bill Yoast verband ihn bis zu dessen Tod im Mai 2019 eine tiefe Freundschaft.